# Hugo Strasser
Hugo Strasser (7 de abril de 1922 - 17 de marzo de 2016) fue uno de los principales músicos de Swing y Jazz alemanes de los años posteriores a la Segunda Guerra Mundial. Su Orquesta Hugo Strasser fue conocida por su música de baile, especialmente gracias a su serie de discos Tanzplatte des Jahres y a su sonido y compás, precursores del baile deportivo.

## Biografía
Nacido en el barrio muniqués de Schwabing, su padre era un empleado escolar procedente de una familia de agricultores de Jetzendorf, siendo su madre de Schrobenhausen.
Strasser hizo su primera actuación en público a los siete años de edad en la „Deutschen Stunde in Bayern“, precursora de Bayerischer Rundfunk, tocando la pieza Großmütterchen con la armónica. A los 16 años ingresó en la Academia de Música de Múnich, pero en su octavo semestre (1940), fue reclutado por la Wehrmacht. No llegó a participar activamente como soldado en la guerra, pero tocó en Szczecin y en la Región del Ruhr en bandas militares. Finalizada la contienda, tocó música de Jazz en clubes americanos en Múnich y otras ciudades de Baviera. A partir de 1949 tocó el saxofón alto y el clarinete en el sexteto fundado en 1948 por Max Greger, y que más adelante pasó a ser una orquesta de baile.
En 1955 fundó su propia orquesta de baile, la Orchester Hugo Strasser, con la cual actuó hasta el año 2016 en numerosos eventos, entre ellos los bailes de carnaval en el Deutsches Theater de Múnich, ocurriendo el último de ellos el 30 de enero de 2016. Era muy característico de su orquesta el sonido obtenido con el clarinete, que llegó a ser „la voz“ de la formación. Además, sus arreglistas siempre fueron músicos de la orquesta. Destacaron especialmente el saxofonista Werner Tauber, que falleció en 2001, el trombonista Hans Ehrlinger (1931–2010), el trompetista Etienne Cap y el guitarrista Dirk Schweppe, que falleció en 2012. En 2008, además del clarinete de Strasser, la orquesta constaba de cinco saxofones, tres trombones, tres trompetas, teclado, guitarra, bajo y batería. Aunque la orquesta existió durante más de cinco décadas, a lo largo de su recorrido apenas tuvo cambios de personal. Por ejemplo, el saxofonista y clarinetista Hans Wolf (nacido en 1927) dirigió la sección de saxofones entre 1957 y 2009.
Strasser trabajó con su orquesta, entre otros shows, en el programa de entretenimiento de ZDF Musik ist Trumpf, presentado por Peter Frankenfeld, así como con Lou van Burg en Wir machen Musik, Sing mit mir – tanz mit mir y Mit Musik geht alles besser. Junto con Dieter Hildebrandt y Klaus Havenstein la orquesta de Hugo Strasser actuó también en los años 1960 y 1970 en la emisión Schimpf vor 12, producida en el legendario cabaret Lach- und Schießgesellschaft.
Hugo Strasser también tuvo éxito como compositor y arreglista, trabajando como tal en un total de más de 500 melodías.
Con motivo de un concierto celebrando su 65 cumpleaños, Strasser formó el grupo Hot Five, en la cual tocaban Martin Schmid (bajo), Uwe Gehring (guitarra), Ladia Base (piano y arreglos) y Werner Schmitt (batería).
Desde el año 2000 hizo giras con Max Greger y Paul Kuhn, formando la Swing-Legenden de la Big Band de Südwestrundfunk. En enero de 2009 con Greger y Bill Ramsey actuaron en un concierto en el Stuttgarter Liederhalle, participando como invitadas las Gemelas Kessler. Otra de sus actuaciones tuvo lugar en el año 2013 con la banda de swing de Aichach Crazy Oak Big Band.
Desde la temporada 1955/1956 hasta el año 2016, Hugo Strasser actuó un total de 60 años en el Deutschen Theater de Múnich. Ese mismo año, poco antes de cumplir los 94, participó en el baile del Deutschen Theater como lo había hecho con anterioridad. Hizo su última actuación el 28 de febrero de 2016 en Unterhaching. Hugo Strasser falleció el 17 de marzo de 2016 en Múnich a causa de un cáncer de vejiga. Fue enterrado en un cementerio de Kempten.

## Discografía
- Schicke Tanzmusik (1962/63?)
- Turniertanz-Trümpfe (1963)
- Die Tanzplatte des Jahres (1966 a 1996; desde 1982 grabación digital, y desde 1984 también en CD)
- Das Goldene Tanzalbum 1–4 (1967–1968)
- Das Goldene Hausparty-Album 1–3 (1968)
- Mit Hugo Strasser im 3/4-Takt (1968)
- Tanzweltmeisterschaft 1970 (1970)
- Filmhits zum Tanzen (1970)
- Tanztest-Platte (1971/72?)
- Tanzhits ’71 (1972)
- Romantic Party (1972)
- Olympia-Ball (1972)
- Swinging Christmas (1973)
- The Dancing Clarinet (1973)
- Der Goldene Tanzschuh (1974)
- Der Goldene Tanzschuh (1986)
- Was ich sagen wollte… (1989)
- Tanz! Tanz! Tanz! (1990)
- ARD Masters Gala ’92 (1992)
- So What’s New? Single con Matthias Matuschik y los Bananafishbones (2001)

## Premios
- 1994 : Premio Bayerischer Poetentaler
- 2002 : Schwabinger Kunstpreis
- 2012 : Orden del Mérito de Baviera[8]

## Filmografía (selección)
- 1961 : Gefährliche Reise
- 1965 : Das Mädel aus dem Böhmerwald